# 1er régiment de dragons italiens
Le 1er régiment de dragons dit dragons « de la Reine » est un régiment de cavalerie de ligne du royaume d'Italie faisant partie des dix régiments de cavalerie Italiens. Le régiment participe aux guerres napoléoniennes de 1805 à 1814, date de la chute du royaume d'Italie et de leur dissolution.

## Historique

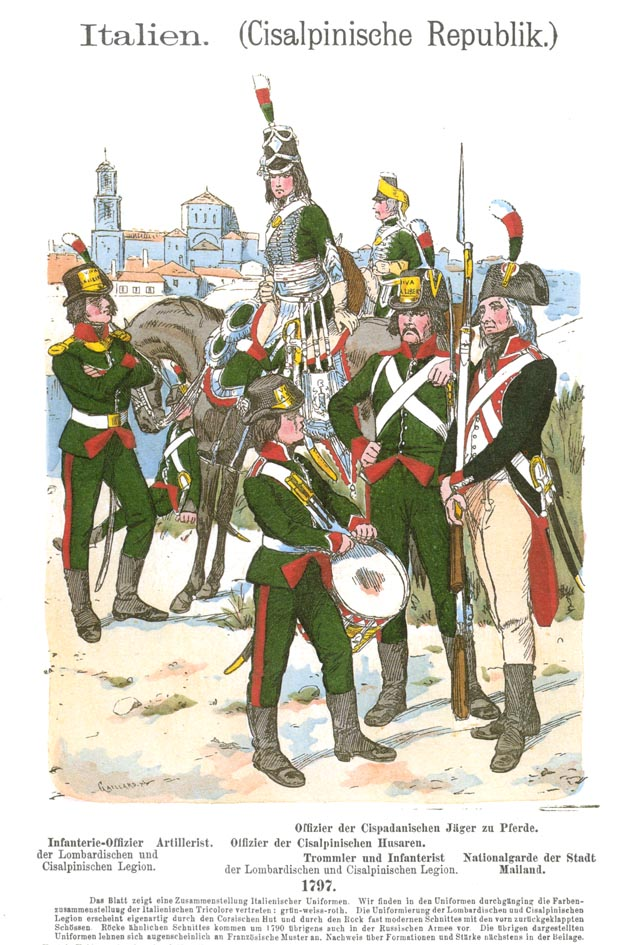
Armée de la république cisalpine

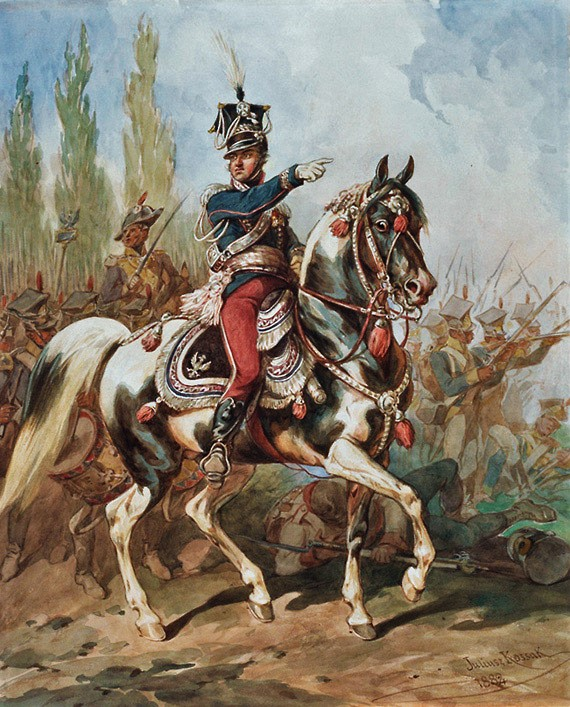
Jean-Henri Dombrowski qui commandera le régiment lors de l'invasion de Naples

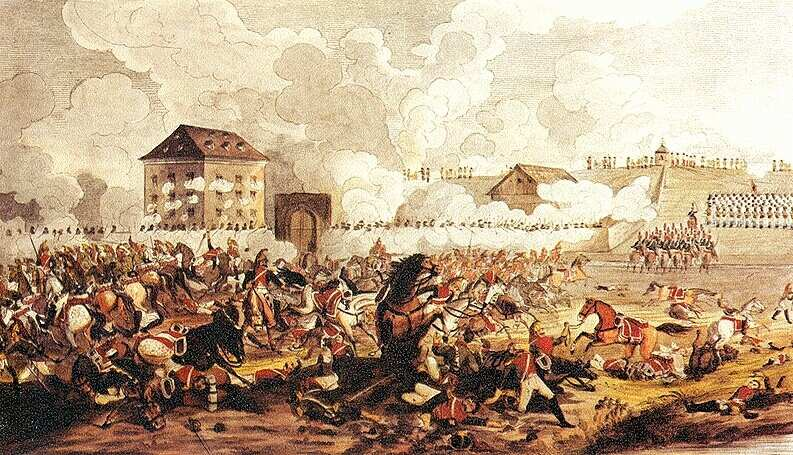
Les dragons à la Bataille de Raab

Le 1er régiment de dragons a été fondé par décret du 3 juillet 1805 par Eugène de Beauharnais, vice-roi d'Italie. Le régiment est fondé à partir du 1er régiment de Hussards de la république cisalpine devenu entre 1802 et 1805 le 1er régiment de Hussards de la république italienne. Le régiment aurait dû se surnommer « dragons Napoléon », qui fut donné au 2e régiment de dragons italiens. Le régiment n'était pas dans l'estime de Napoléon, il était composé d'Italiens révolutionnaires dont rares furent les membres à voter pour que la république d'Italie devienne un royaume et que Napoléon en soit le roi. Il fut proposé de le nommer régiment « Reine Joséphine », mais Joséphine de Beauharnais n'avait pas été couronnée reine d'Italie. Le prince Eugène, en hommage à sa femme Augusta-Amélie de Bavière, vice-reine d'Italie, décida donc de le nommer « régiment de la Reine » pour simplifier et le second régiment de dragons de lui donner le nom de Napoléon. À noter qu'ils seront, avec les dragons de la garde royale, les seuls régiments de dragons du royaume d'Italie. En mai 1805, deux mois avant sa création par décret, le régiment est au complet, réunissant quatre escadrons pour presque 1 000 cavaliers. À peine deux mois après leur création, ils sont déjà mobilisés pour participer à la guerre de la troisième coalition. Ainsi le 30 août ils sont à Rimini, puis le 12 octobre ils sont dans l'Adige. Ils participent à la bataille de Caldiero puis poursuivent les Autrichiens jusqu'à Trieste qu'ils atteignent le 18 novembre 1805. Le 12 décembre 1805 une compagnie, la 9e compagnie, est créée ; elle n'est cependant pas intégrée à un escadron et devient la compagnie d'élite du régiment. Après l'Autriche vaincue, le régiment retourne en Italie, mais ne chaume pas pour autant. Ils intègrent la division de dragons du général polonais Dombrowski qui entre au royaume des Deux-Siciles lors de l'invasion de Naples. Ils sont placés sur l'aille droite française le long de la mer Tyrrhénienne. Ils furent ensuite envoyés le long de la Mer Adriatique. Le 16 janvier ils entrent dans Naples, puis à Capoue. Ils furent par la suite envoyés en Calabre où ils se distinguèrent en capturant un canon et trois étendards. En juin 1806 ils retournèrent en Italie puis furent mobilisés à Ancône du fait de la crainte d'un débarquement anglo-sicilien qui n'arrivera pas. Ils rentrèrent en octobre 1806 dans leur caserne. Le 14 janvier 1807 par ordre de l'empereur ils furent envoyés en Allemagne pour rejoindre la division du général Teulié afin de participer à la guerre de la Quatrième Coalition. Le 3 avril, les trois premiers escadrons furent passés en revue par la vice-reine qui leur offrit des rubans qui furent attachés aux drapeaux du régiment. Le quatrième escadron avec la compagnie restèrent à Ancône jusqu'à la Paix de Tilsit. Le 30 avril ils quittent Vigevano avec le 24e régiment de dragons français et le groupes est sous le commandement du général Mermet et ils arrivent le 21 juin 1807 à Königsberg aujourd'hui Kaliningrad. Le 26 septembre ils furent mis en poste le long de la mer Baltique, le 26 novembre deux mois plus tard avec les autres régiments italiens ils regagnèrent l'Italie en passant par Berlin, ils arrivent le 6 janvier 1808 à Vérone. Ils furent mis en garnison à Crémone, une compagnie du quatrième escadron fut envoyée à Milan pour former un régiment de dragon provisoire de la division du général Teodoro Lechi. Cette compagnie fut envoyée en Espagne où ils arrivèrent le 9 février. Le régiment provisoire devint le 30 mars le 2em régiment de chasseurs à cheval du royaume d'Italie. Le reste du régiment à Crémone parti lors de la guerre de la cinquième coalition pour Vérone le 10 avril 1809, ils participèrent à la bataille de l'illasi le 28 avril. Ils se distinguèrent lors de la bataille de Nervesa en battant le 1er régiment de dragon autrichien. Après avoir occupé Udine, avec le 6e régiment de chasseurs à cheval français, ils attaquent de nuit Gemona del Friuli, capturant 700 soldats hongrois de l'IR Jelačić 62. Ils se dirigent ensuite vers Villach (21 mai) et Klagenfurt , lors d'une reconnaissance à laquelle sont engagés ensemble les 6e chasseurs, ils chargent les hussards autrichiens du HR 2, les obligeant à battre en retraite (7 juin). Ils se distinguent ensuite à la Bataille de Raab, sous le commandement commandant Olivieri : déployés sur l'aile droite avec les Dragons de la Garde royale italienne, ils s'emparèrent d'un carré d'infanterie autrichien : pour cet exploit ils reçurent 17 décorations personnelles et mention élogieuse du commandant en chef de la cavalerie, Emmanuel de Grouchy. Le 5 juillet, ils sont à Wagram, positionnés sur l'aile droite avec les autres régiments de la division Grouchy, 7e régiment de dragons et le 30e régiment de dragons ; Ils disputèrent l'honneur de diriger la colonne avec les deux autres régiments de dragons français, et Grouchy lui-même le leur accorda. Durant la bataille, ils écrasent les cuirassiers Hoenzollern KR 8, et par la suite le régiment sauve la division du général Montbrun. L'impression faite par la cavalerie italienne à le bataille de Wagram aboutit à l'attribution de la couronne de fer et de la Légion d'honneur à 27 officiers du régiment, tandis qu'Olivieri fut promu colonel et baron de l'Empire en campagne ; en 1815, rencontrant Olivieri à Paris, Grouchy l'embrassa en déclarant qu'il n'oublierait jamais « l'impression faite par la glorieuse charge des dragons à Wagram ». Ils n'eurent qu'un officier blessé lors de la bataille. Par la suite, ils font la Russie puis la campagne de Saxe et sont dissous en 1814.

## Uniforme et équipement du cavalier

### La troupe

Cavalier du régiment

À sa création l'uniforme porté est celui des hussards de la république italienne, pour des questions d'argent ils conserveront cette uniforme de 1805 à 1807. En 1808 à leur retour d'Allemagne ils reçurent un nouvel uniforme de dragon identique à celui des dragons français. L'uniforme est vert et le distinctif que l'on retrouve sur les retroussis, les revers, collets(rare) et parements est le rose, un rose plus foncé que celui que l'on peut voir chez les cavaliers du 16e régiment de dragons, la couleur fut choisie par Napoléon en personne. En 1808 le modèle de casque qui leur est fourni est un casque dit à la minerve comme les dragons de ligne français, le casque possède un plumet vert avec son sommet de couleur rose, il semblerait qu'il y ait aussi quelque disparité comme le montrent des gravures conservées par le musée de Milan sur un dragon en 1808 ou via le témoignage du lieutenant-colonel Darbou. La houppette du casque est noire mais certains cavaliers en ont des blanches. Les dragons sont chaussés avec des bottes de cavalerie rigide comme les cuirassiers français, ils disposent du même sabre droit différent du sabre an XI que l'on retrouve chez les grenadiers à cheval de la Garde impériale ou les dragons de la Garde impériale. En revanche le Fusil Modèle 1777 rectifier an IX est le même que les dragons français, qui va avec sa baïonnette. Les cavaliers ont une giberne de couleur noire, ornée d'une plaque en cuivre en forme de losange, elle-même décorée d'un écu surmonté d'une couronne. Elle est maintenue par une banderole en buffle blanc dotée d'une boucle en cuivre et terminée de même. S'ajoute également le ceinturon blanc, estampé d'une plaque arborant le même motif que la plaque de giberne, auquel se fixent le porte-baïonnette et les bretelles de sabre. En 1810, le modèle de casque est changé et est similaire à ceux des dragons de la garde impériale et royale. Le turban du casque est tacheté ou uniquement brun. En service à pied, le cavalier porte des guêtres noires et il semblerait qu'ils aient pour le service à pied des contre-épaulettes. Les ornements des retroussis sont des grenades de couleur verte, d'après une gravure du musée de milan les grenades sont blanches. À la caserne  les cavaliers peuvent porter une redingote verte ou grise, un bicorne porté en bataille sans ornements et mais c'est là aux frais du cavaliers, des bottes à le hongroise. Les cavaliers semblent porter à cheval des pattes d'épaules.

### Les officiers
Les officiers portent le même uniforme que les cavaliers, ils n'ont pas de fusil. Les officiers semblent avoir un collet rose, ce qui n'est pas le cas de la grande majorité des simples cavaliers. Les épaulettes sont de couleur argentée. La distinction des grades est la même que celle en service dans l'armée française. La redingote des officiers est verte.

### Les trompettes
Les trompettes ont un habit de couleur inversé comme cela se voit dans la grande majorité des cas pour les soldats de la Grande Armée. Les trompettes ont sur leurs ornements de retroussis des grenades de couleur blanches. En 1808 la trompette n'est pas dotée d'un casque, mais d'un bonnet d'ourson avec un plumet latéral gauche de couleur rouge, ainsi qu'une plaque de bonnet doré avec une grenade argentée. La redingote de la trompette est grise. Le pompon de trompette est blanc. En 1810 ils reçoivent un casque, la crinière est blanche, le plumet blanc avec son sommet rose et la houpette blanche. La trompette porte une giberne ce qui n'est pas le cas des officiers,.

### La compagnie d'élite
La compagnie d'élite — la neuvième compagnie — ne porte pas de casque, mais le bonnet d'ourson à plaque et plumet comme la trompette de 1808 à 1810, à la différence d'avoir en plus un cordon et une raquette de couleur rouge. Les bottes de cette compagnie sont des bottes souples comme les dragons français, ils portent des épaulettes rouges. La compagnie d'élite est la seule à posséder des sapeurs qui ont sur le haut des manches deux haches qui se croisent. La hache du sapeur est portée dans le dos.

## Le cheval et son harnachement
Les chevaux sont de robe Alezan pour la troupe, la compagnie d'élite et les officiers, des chevaux de robe Bai ou Isabelle ont pu intégrer le régiment. Les trompettes montent des chevaux de robe grise. La selle est de couleur brun cuir pour la troupe, les officiers ont des selles blanches. La housse-croupelin est de couleur verte comme les chaperons doubles, ornement est une grenade de couleur blanche, mais selon la gravure du musée de Milan il y a deux J et selon le lieutenant-colonel Darbou, les officiers ont une couronne.

## Personnages importants pour le régiment

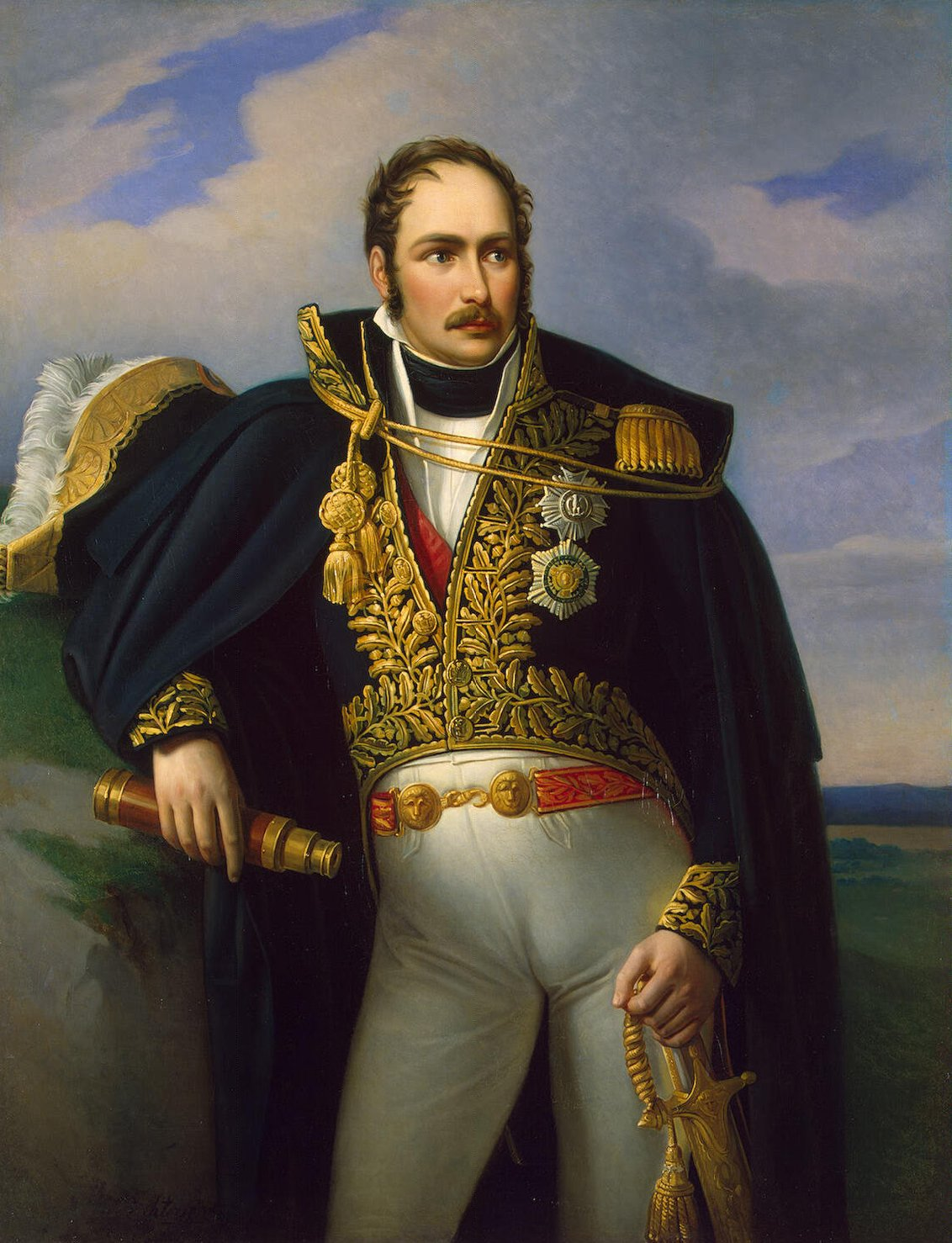
Eugène de Beauharnais vice roi d'Italie

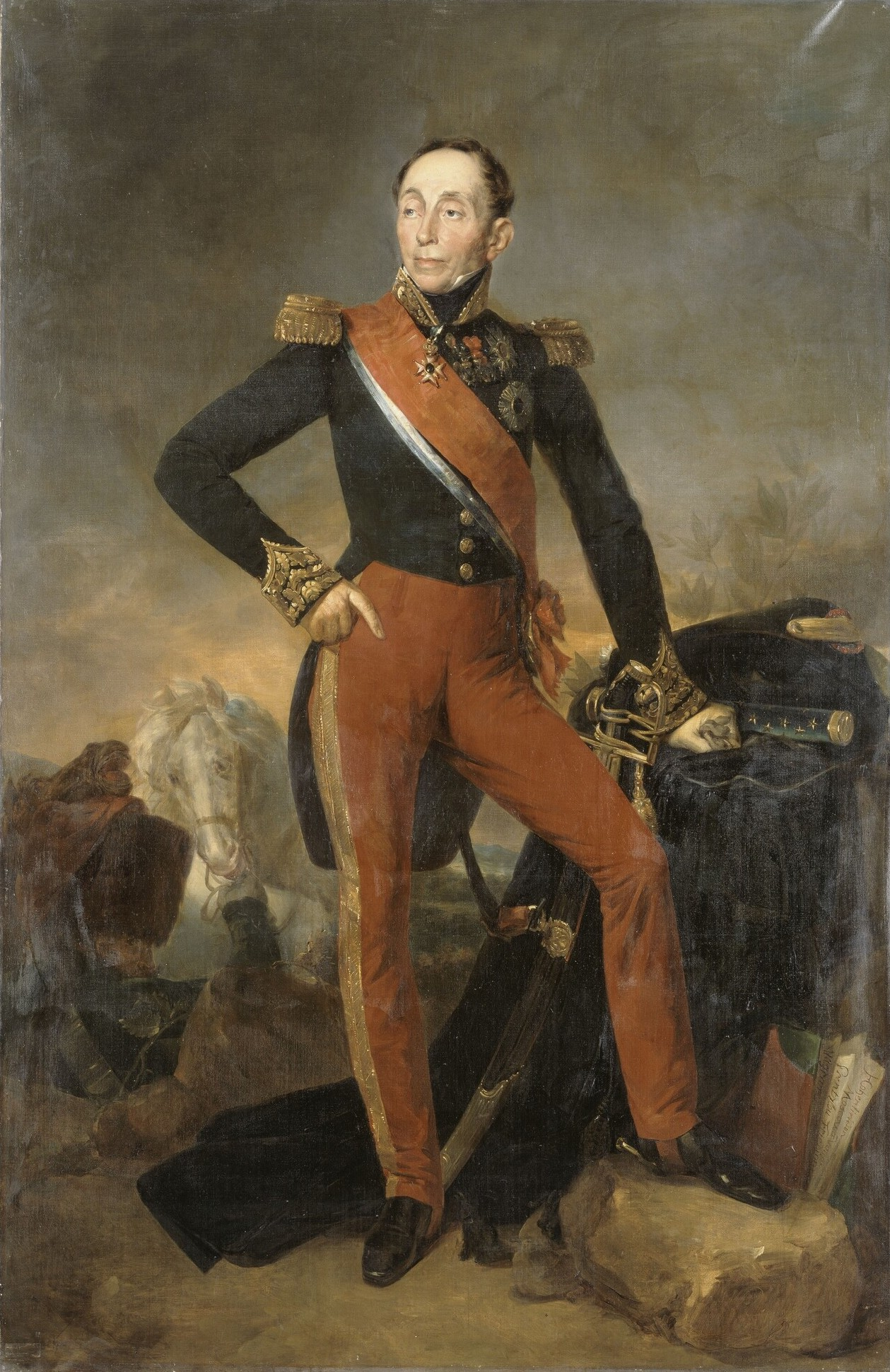
Emmanuel de Grouchy Maréchal de France

## Sources
1. ↑  Liliane Funcken et Fred Funcken, L'uniforme et les armes des soldats du premier empire tome 2, Tournai, Casterman, 1968, 157 p., p. 106 à 109
2. ↑  « Untitled Document », sur histunif.fr (consulté le 25 mars 2024)
3. ↑  F-G Hourtoulle, Austerlitz le solei de l'Aigle, Paris, Histoire & Collections, 2003, 130 p. (ISBN 978-2-35250-246-3)
4. ↑  François-Guy Hourtoulle, André Jouineau, Jean-Marie Mongin et Denis Gandilhon, Eylau-Friedland: la campagne de 1807, Histoire & collections, 2007 (ISBN 978-2-35250-020-9)
5. ↑  « 1808 La campagne d'Espagne », Gloire et Empire, vol. N°14,‎ septembre 2007
6. ↑  François-Guy Hourtoulle, André Jouineau et Jean-Marie Mongin, Wagram: l'apogée de l'Empire, Histoire & collections, 2002 (ISBN 978-2-913903-32-6 et 978-2-915239-73-7)
7. ↑  André Jouineau et Jean-Marie Mongin, La Garde impériale du Premier Empire, Heimdal, 2017 (ISBN 978-2-84048-478-3 et 978-2-84048-496-7)
8. 1 2  André Jouineau et Jean-Marie Mongin, Les Italiens de l'Empereur: 1795-1815, de la légion cispadane à la chute du royaume de Naples, Heimdal, 2019 (ISBN 978-2-84048-547-6)
9. ↑  Liliane Funcken, Fred Funcken et Louis-Napoléon, L'uniforme et les armes des soldats du premier empire, Tournai, Casterman, 1968, 157 p., p. 152 et 153
10. 1 2  « CORPS-PLANCHES-DRAGONS02 | HISTUNIF » (consulté le 25 mars 2024)
11. ↑  « 5- Dragons Regina | HISTUNIF » (consulté le 25 mars 2024)

- Virgilio Ilari e Piero Crociani, « La Cavalleria Italiana 1797-1814 », cap. 24 di Storia militare del Regno Italico, vol. I, tomo II, Roma, USSME, 2001, p. 657–702